# Growin' Up
Growin' Up è una canzone del cantautore statunitense Bruce Springsteen, pubblicata nel 1973 sul suo album di debutto, Greetings from Asbury Park, N.J..

## Storia
La canzone è una delle composizioni presentate da Springsteen durante il provino del 3 maggio 1972 per il presidente della Columbia Records Clive Davis. Fu grazie a questa e alle altre canzoni di un gruppetto tra quelle composte nell'inverno precedente, eseguite in forma acustica, che il management della casa discografica si convinse di trovarsi di fronte al "nuovo Dylan" e che valse a Springsteen il primo contratto discografico. Ha la stessa musica di Eloise, una canzone composta nei 1971 e della quale è circolata una versione pirata di un provino di una sola strofa.
La versione definitiva di Growin' Up fu registrata nel giugno del 1972 e inclusa nell'album di esordio di Springsteen in versione full band.
La versione acustica della canzone, parte dell'audizione del 1972 di Springsteen per la Columbia Records, fu pubblicata sulla raccolta di inediti Tracks nel 1998 e nella versione ridotta 18 Tracks l'anno successivo ed è stata poi inclusa in altre antologie e in dischi o film dal vivo del cantautore.
Una versione dal vivo per solo pianoforte, registrata durante le session per In Concert MTV Plugged, fu inclusa nel maxi-singolo di Streets of Philadelphia nel 1994. La canzone fu poi eseguita con un diverso arrangiamento durante la tournée con la cosiddetta "Session Band" nel 2006 e inclusa nel disco dal vivo Live in Dublin. Nel 2017 il cantautore l'ha utilizzata come brano di apertura del suo spettacolo Springsteen on Broadway ed è presente nel disco omonimo del 2018.
Growin' Up è stata inclusa nella colonna sonora dei film Big Daddy del 1999 e Il mio sogno più grande del 2007.

## La canzone
Growin' Up (letteralmente "crescere", "diventare adulti") narra in modo fantasioso la giovinezza di Springsteen con tutte le contraddizioni di quell'età.
Durante la tournée di Born to Run e in seguito durante il Darkness Tour, Springsteen iniziò a eseguire una versione estesa della canzone, inframezzata da un lungo monologo comico durante il quale raccontava delle storie, apparentemente autobiografiche e dedicate alla sua adolescenza, delle quali erano spesso protagonisti i suoi genitori e nelle quali coinvolgeva gli amici "Miami" Steve Van Zandt e Clarence "Big Man" Clemons. Uno dei temi preferiti dal cantautore era quello della «stramaledetta chitarra» («goddamned guitar» nell'originale)
Springsteen proseguiva raccontando di come il padre non sopportasse il suono della «stramaledetta chitarra» e fosse arrivato ad affumicare la stanza dove il giovane Bruce si esercitava attraverso un condotto di aerazione collegato allo scarico della stufa della cucina, costringendolo a rifugiarsi in soffitta per continuare a suonare in pace. Il padre gli consigliava di intraprendere la carriera di avvocato piuttosto che perdere tempo con la chitarra e la madre quella di scrittore. Il protagonista, non convinto a lasciar perdere con la musica in favore di una occupazione più sicura, si rivolgeva per un consiglio prima al prete della sua parrocchia e poi, tramite "Big Man", riusciva a parlare con Dio che gli confidava l'esistenza di un Undicesimo Comandamento:
Altre versioni del monologo riguardavano l'incontro con una zingara oppure con un uomo venuto dallo spazio capaci di esaudire ogni desiderio. Tutte le storie si concludevano allo stesso modo: il destino del giovane protagonista era diventare un rocker. L'incontro tra Springsteen e Clemons con la zingara divenne poi un elaborato sketch durante la tournée di Born in the U.S.A..

## Cover
David Bowie ha registrato una versione di Growin' Up nelle prime fasi delle sessioni di Diamond Dogs con Ron Wood alla chitarra solista. Nel 1990 è stata pubblicata come bonus track sulla ristampa Rykodisc del suo album Pin Ups, e nel 2004 è apparso sul disco bonus dell'edizione del 30º anniversario di Diamond Dogs. La canzone è stata anche eseguita da Any Trouble, John Hammond, Jr., Portastatic e Alvin Stardust. Anche i Pearl Jam e The Bouncing Souls l'hanno suonata dal vivo.

## Discografia
- 1973 – Bruce Springsteen, Greetings from Asbury Park, N.J., LP, Columbia Records KC 31903
- 1986 – Bruce Springsteen and the E Street Band, Live/1975-85, LP (x5), Columbia Records C5X 40558, dal vivo, registrata durante il Darkness Tour nel 1978
- 1994 – Bruce Springsteen, Streets of Philadelphia, CD, Columbia Records 44K 77383, dal vivo, registrata le session per MTV Unplugged
- 1998 – Bruce Springsteen, Tracks, CD (quadruplo), Columbia Records COL 492605 2, demo acustico registrato a beneficio della casa discografia
- 1999 – Bruce Springsteen, 18 Tracks, CD, Columbia Records COL 494200 2, demo acustico registrato a beneficio della casa discografia
- 2007 – Bruce Springsteen with the Sessions Band, Live in Dublin, CD (doppio), Columbia Records 88697 09582 2, dal vivo
- 2016 – Bruce Springsteen, Chapter and Verse, CD, Columbia Records 88985 35820 2, demo acustico registrato a beneficio della casa discografia, rimasterizzato
- 2018 – Bruce Springsteen, Springsteen on Broadway, CD (doppio), Columbia Records 19075904362, dal vivo in versione acustica